# Torta Mascarpone
La torta mascarpone est un fromage de mélange, constitué de couches successives de mascarpone fermenté et de gorgonzola. Elle est très fraîche au goût et peut être proposée sur le plateau de fromage, mais est aussi utilisée dans des recettes cuisinées. 

## Fabrication
C'est un fromage à base de lait de vache,  à pâte fraîche, originaire des régions Piémont et Lombardie, en Italie.
Le fromage est composé de couches successives de mascarpone et de gorgonzola.
Créé dans les années 1960, il pèse environ 1 kg. 

## Dégustation
Sa période de dégustation optimale s'étale d'avril à septembre après un affinage de 4 semaines, mais il est aussi excellent de mars à novembre.